# Super-aliment

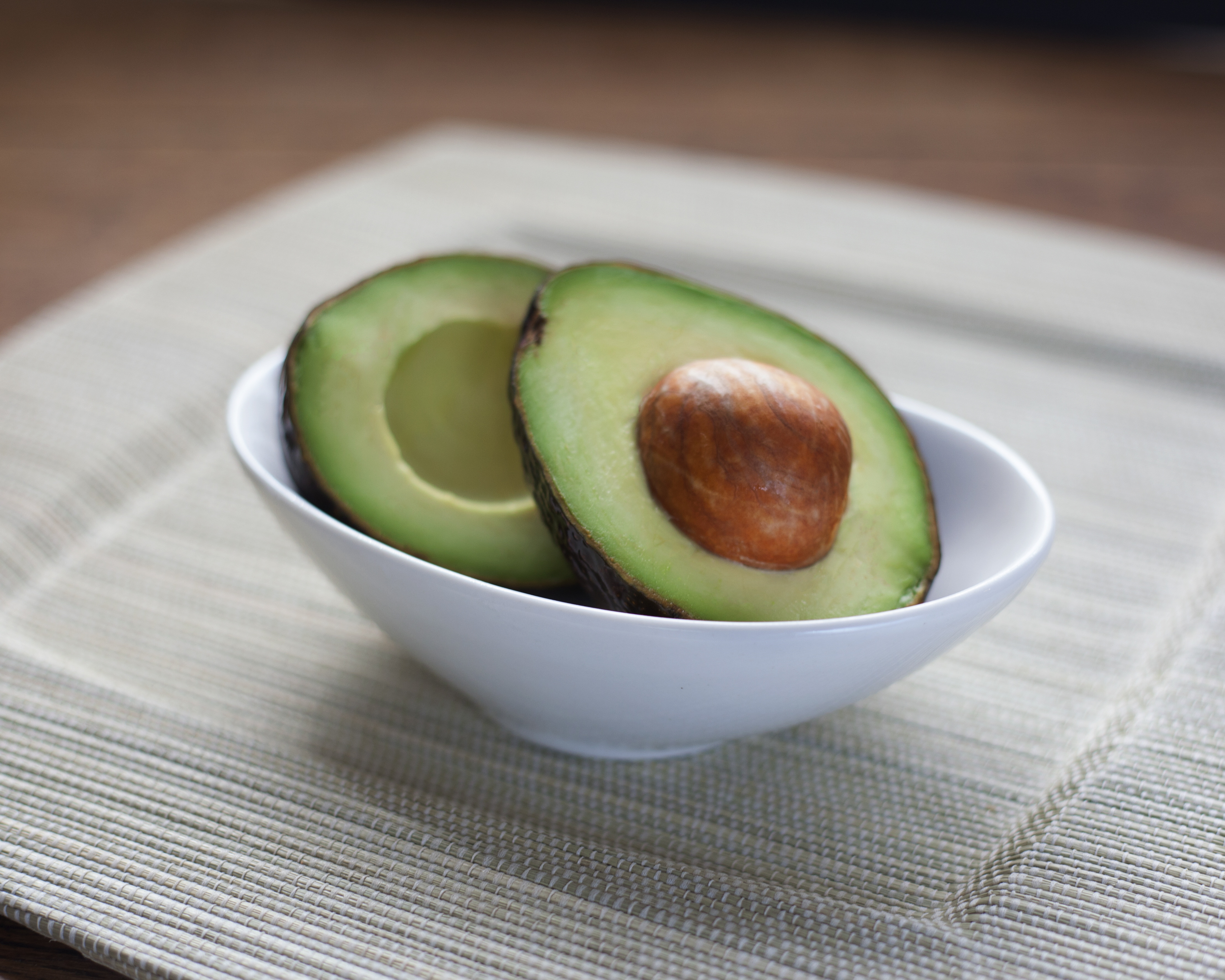
Entre les années 2010 et 2020, le monde a connu l'expansion commerciale de l'industrie de l'avocat, en partie grâce à une stratégie marketing réussie qui a fait de l'avocat un « super-aliment ».

Le terme de super-aliment, aussi écrit super aliment ou superaliment, est, dans le marketing, utilisé pour décrire les aliments ayant des bienfaits pour la santé. Un terme qui n’est pas utilisé par les diététiciens, mais plutôt par les adeptes de la nourriture saine.

## Terminologie
Selon Cancer Research UK, « le terme super-aliment est seulement un outil marketing avec peu de base scientifique. » Le dictionnaire Macmillan définit le terme « super-aliment » comme « un aliment qui est considéré comme bon pour la santé et qui peut avoir des effets médicaux sous certaines conditions. Le dictionnaire Oxford, lui, définit un super-aliment comme « un aliment riche en nutriments et considéré comme étant bénéfique pour la santé et le bien-être. »
Le Conseil européen de l’information sur l’alimentation a déclaré qu’il n’était pas conseillé pour les consommateurs d’avoir une alimentation exclusivement basée sur des super-aliments alors que des nutriments sont présents dans divers aliments comme les fruits et légumes. En 2007, la commercialisation de produits en tant que « super-aliments » est interdite dans l'Union européenne.

## Exemples
Bien que généralement citée comme étant un super-aliment, les myrtilles ont seulement un niveau modéré de nutriments par rapport à d’autres fruits et légumes. Le groupe de super-aliments le plus mentionné étant les baies n’est pas représenté comme fournissant des prestations de santé.
Les myrtilles sont riches en vitamine C (un antioxydant), en vitamine K et en vitamine B3. Connu pour être un des fruits les plus riches en antioxydants, il est également énergétique avec un faible apport calorique. La myrtille contribue au tonus général et soutient le système immunitaire.
Les épinards ou encore le chou frisé contiennent de nombreux avantages nutritionnels.[réf. nécessaire]

### Super-fruits

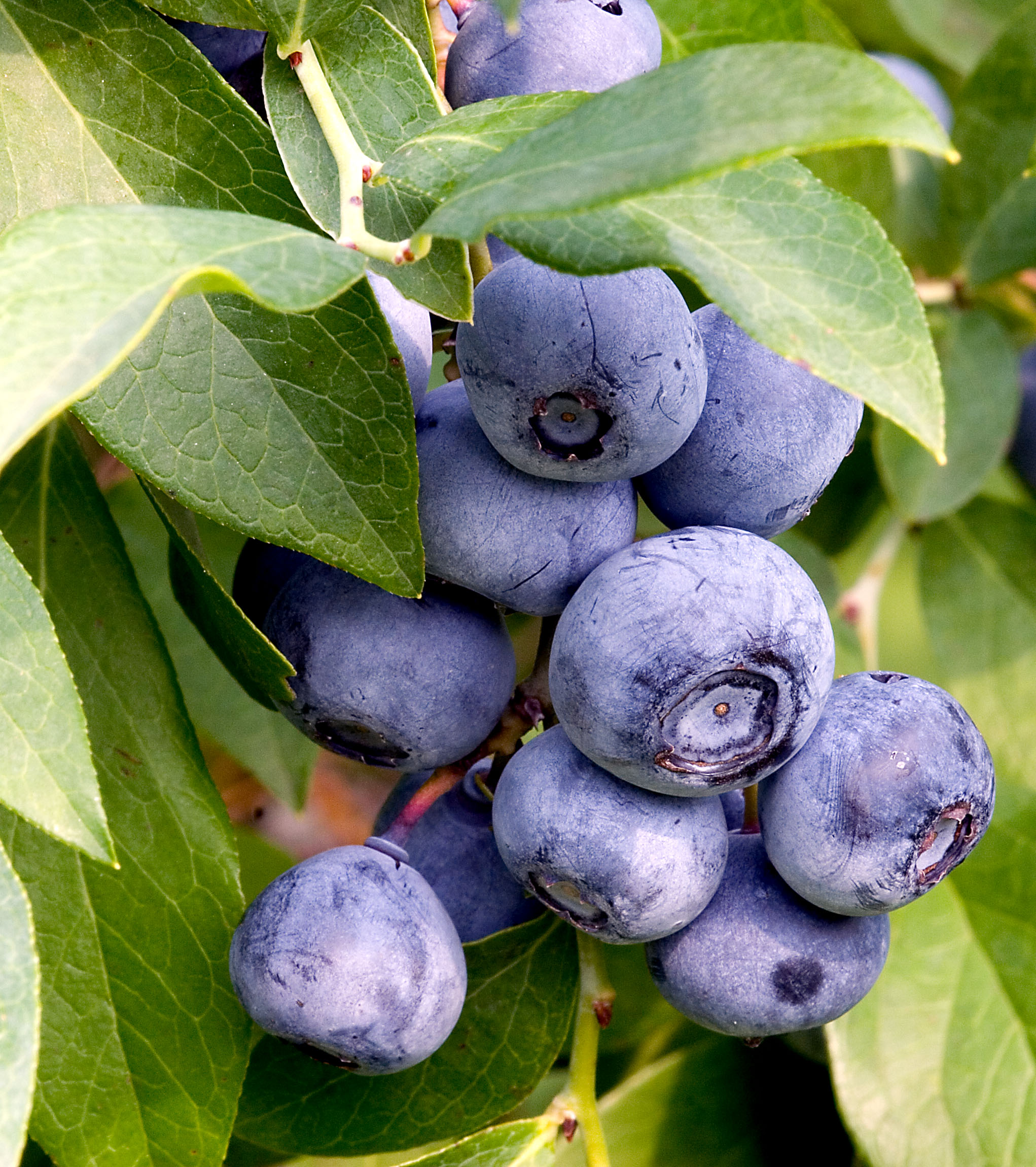
Communément cité comme un super aliment, les myrtilles fournissent en fait des niveaux modérés de nutriments par rapport à de nombreux légumes et autres fruits,.

Ce terme de super-fruits est utilisé commercialement pour la première fois dans l’industrie des aliments et des boissons en 2004. Il a été créé aux États-Unis. Il n’a pas de définition officielle et est utilisé comme terme marketing par les fabricants. Les fruits comprenant une haute teneur en vitamines et minéraux, ou encore en antioxydant peuvent être classés comme des super-fruits. Mais généralement, c’est la valeur de l’indice ORAC (capacité d’absorption des radicaux oxygénés) qui est pris en compte. L’indice ORAC n’a jamais été reconnu en Europe.
Les super-fruits sont aujourd’hui utilisés principalement comme jus mais on peut en retrouver sous forme d’ingrédient à incorporer dans des confiseries ou encore des cosmétiques. Par exemple les super-fruits peuvent se retrouver dans des boissons énergétiques, des compléments alimentaires ou encore des arômes ayant des qualités nutritives. L’aspect bénéfique pour la santé n’a pas encore été prouvé par les scientifiques.
Plus d’une douzaine de publications ont fait référence à diverses espèces exotiques ou antioxydantes et près de 10 000 nouveaux produits ont été introduits sur le marché en 2007 et 2008. Des fruits relativement rares provenant d’Océanie (noni), de Chine (goji), d’Asie du Sud-Est (mangoustant) ou encore d’Amérique du Sud (açaï) inconnu des consommateurs du monde entier figurent parmi la première vague de super-fruits. Les consommateurs se sont d’abord tournés vers ces super-fruits sous forme de jus comme Tahitian Noni qui a commencé à vendre du jus de noni en 1996 et qui a fait des milliards de dollars de vente pendant ses dix premières années d’exploitation. Par la suite les fabricants ont essayé d’améliorer la saveur des produits alimentaires ou alors de mettre en avant l’aspect santé pour pousser à la consommation.
En 2005, on compte plus de 5 000 nouveaux produits dans la catégorie des baies. En 2008 les super-fruits figurent dans le top 10 mondiaux en matière de produit de consommation. Ce marché a connu une baisse en 2013 avec moins de nouveaux produits introduit dans les catalogues, des consommateurs plus sceptiques sur leurs impacts sur la santé, et réservés sur leurs prix. En 2007, on prévoyait que la catégorie des super-aliments deviendrait une industrie mondiale d’un milliard de dollars d’ici 2011, avec plusieurs milliers de nouveaux super-fruits sur le marché. Selon Datamonitor, les ventes de produits super-fruits ont augmenté de 67% par rapport aux années 2007-2008 avec notamment des produits comme les cranberries, les baies de goji ou encore les baies d’açaï.

## Effet potentiels sur la santé
Les super-aliments sont souvent mis en avant pour leurs capacités à prévenir ou guérir des maladies comme le cancer. Le centre de recherche Cancer Research UK met toutefois en garde sur les super-aliments : « vous ne devriez pas compter sur les soi-disant super-aliments pour réduire le risque de cancer. Ils ne peuvent pas remplacer une alimentation saine et équilibrée ».